# Tobias Eberhard
Tobias Eberhard (ur. 12 stycznia 1985 w Saalfelden am Steinernen Meer) – austriacki biathlonista, złoty i brązowy medalista Mistrzostw Europy w sprincie.

## Osiągnięcia

### Mistrzostwa Europy
| Rok  | Miejsce    | IN | SP | PU | MS | RL |
| 2007 | Bansko     | 11 | 3  | 8  |    |    |
| 2008 | Nové Město | 49 | 4  | 21 |    |    |

### Mistrzostwa Świata Juniorów
| Rok  | Miejsce      | IN | SP  | PU | MS | RL |
| 2005 | Kontiolahti  |    | =46 | 51 |    |    |
| 2006 | Presque Isle | 15 | 6   | 17 |    | 9  |

### Mistrzostwa Europy Juniorów
| Rok  | Miejsce              | IN | SP | PU | MS | RL |
| 2004 | Mińsk                |    | 33 |    |    |    |
| 2005 | Nowosybirsk          | 12 | 6  | 8  |    |    |
| 2006 | Langdorf-Arbersee    |    | 11 |    |    | 8  |
| 2007 | Bansko               | 11 | 3  | 8  |    |    |
| 2008 | Nové Město na Moravě | 49 | 4  | 21 |    |    |
| 2009 | Ufa                  |    | 5  | 21 |    | 5  |
| 2010 | Otepää               |    | 12 | 22 |    |    |
| 2011 | Ridnaun              |    | 1  | 10 |    | 4  |

IN – bieg indywidualny, SP – sprint, PU – bieg pościgowy, MS – bieg ze startu wspólnego, RL – sztafeta

### Puchar Świata
| Sezon     | Miejsce |
| --------- | ------- |
| 2007/2008 | 80.     |
| 2008/2009 | 37.     |
| 2009/2010 | 42.     |
| 2010/2011 | 36      |

### Puchar IBU

#### Miejsca na podium chronologicznie
| Lp. | Dzień        | Rok  | Miejscowość   | Konkurencja               | Lokata | Pudła   | Czas biegu  | Strata  | Zwycięzca       |
| --- | ------------ | ---- | ------------- | ------------------------- | ------ | ------- | ----------- | ------- | --------------- |
| 1.  | 24 listopada | 2012 | Idre          | Sprint na 10 km           | 2.     | 0+1     | 25:31.2 min | +23.9 s | Julian Eberhard |
| 2.  | 15 grudnia   | 2012 | Forni Avoltri | Sprint na 10 km           | 2.     | 0+0     | 27:13.9 min | +3.7 s  | Aleksiej Wołkow |
| 3.  | 16 grudnia   | 2012 | Forni Avoltri | Bieg pościgowy na 12,5 km | 1.     | 0+0+1+0 | 35:44.7 min | –       | –               |

#### Miejsca w klasyfikacji generalnej
| Sezon     | Miejsce |
| --------- | ------- |
| 2006/2007 | 19      |
| 2007/2008 | 112     |
| 2009/2010 | 68      |
| 2011/2012 | 12      |
| 2012/2013 | 9       |
| 2013/2014 | 69      |